# Tankar kyrka

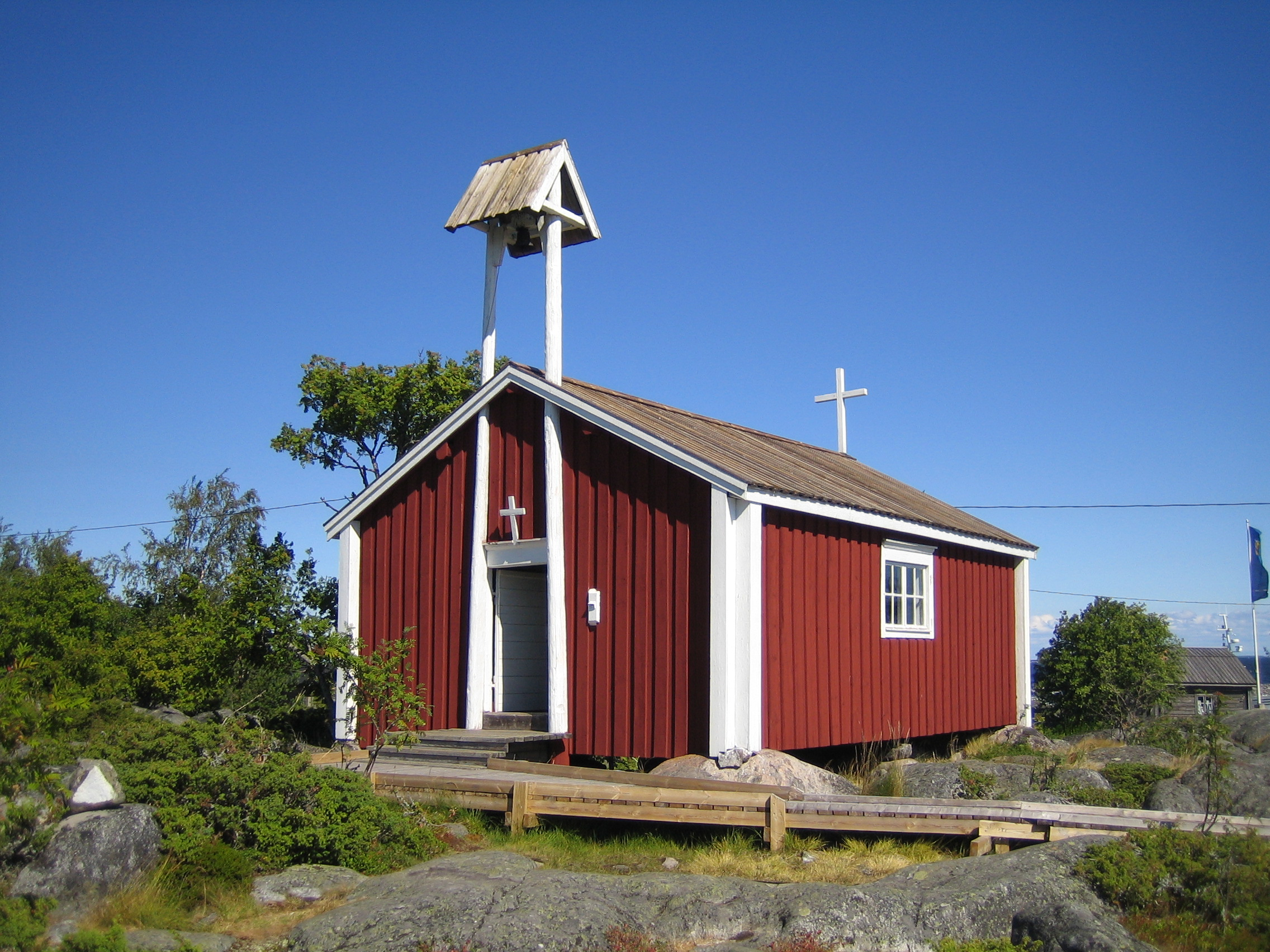
Tankar kyrka

Tankar kyrka ligger på fyrön Tankar i Karleby, Österbotten. Den används av Karleby svenska och finska församlingar.
Kyrkan är uppförd 1754. Den byggdes för att fiskarna inte skulle behöva ta sig den långa vägen till Karleby sockenkyrka till den obligatoriska gudstjänsten varje söndag. 
Kyrkan mäter till sina yttre mått endast 8,2 x 6,25 m. Utan det vita korset skulle den vara mycket lik en oansenlig fiskarbastu. 
Idag firas gudstjänst i kyrkan några gånger per sommar. Kyrkan har också blivit allt mera populär som vigselkyrka.